# ウラノピル石
ウラノピル石 (Uranopilite) は希なウランの鉱物で、組成式は(UO2)6SO4(OH)6O2·12H2O で表される。
他のウラニル鉱物と同様に蛍光性があり、放射能を持つ。通常光の下では麦わら色だが、紫外線を当てると鮮やかな緑色の蛍光を発する。ウラノピル石の結晶ではウラニルイオンが稜線と頂点を共有する双五角錐構造をなしており、これが硫酸イオンの三角錐と頂点を共有して鎖状に交互に繋がっている。また、この鎖には水和水の水素が直接結合している。
ウラノピル石はジップ石やヨハン石などのウラニル鉱物と同様にウラン鉱山の風化帯でよくみられる。
主要な産地としては以下が知られている。
- イングランド、コーンウォール オウルズ鉱山
- アメリカ、ユタ州サンフアン郡
- カナダ、ノースウェスト準州
- ヨーロッパ、ボヘミア地域